# Кларотовые
Кларотовые (лат. Claroteidae) — семейство лучепёрых рыб отряда сомообразных. Распространены в Африке.

## Образ жизни
Предпочитают ночной образ жизни. Распространены в Африке. Размеры варьируются от 3,4 до 150 см.

## Классификация
В семейство включают 8 родов и 62 вида: